# Azərbaycan Birinci Divizionu
A Azərbaycan Birinci Divizionu (em português: Primeira Divisão do Azerbaijão) é atualmente a segunda divisão do campeonato azeri de futebol, a competição é composta na maior parte por equipes reservas dos titulares que jogam na Liga Yuksak que é atualmente a primeira divisão do campeonato azeri de futebol. O campeonato é composto por nove equipes, sendo que só um terá direito a disputar a 1° divisão.

## Lista de Vencedores
| Temporada | Campeão                       | Vice-Campeão       | Terceiro       |
| 1992      | Nicat Maştağa                 | Kür Samux          | Neftchala FK   |
| 1993      | Xəzri Buzovna                 | Avtomobilçi Yevlax | Polad Sumqayıt |
| 1993-94   | FK Zabrat, Metallurq Sumqayıt | FK Azneftyağ, MOIK |                |
| 1994-95   | Şəmkir                        | MOIK               |                |
| 1995-96   | Xəzər Sumqayıt                | Bakı Futbol Klubu  |                |
| 1996-97   | AZAL Baku                     | Bakı Futbol Klubu  |                |
| 1997-98   | Şahdağ Qusar                  | Şəfa               |                |
| 1998-99   | Inter                         |                    |                |
| 1999-00   | Şahdağ Quba                   | Araz Naxçıvan      |                |
| 2000-01   | MOIK                          | FK Ümid Bakı       |                |
| 2001-02   | Lokomotiv İmişli              | Xəzər Sumqayıt     |                |
| 2003-04   | Gənclərbirliyi                | Göyəzən Qazax      |                |
| 2004-05   | AZAL PFC                      | Energetik FC       |                |
| 2005-06   | Qəbələ                        | Simurq PFC         |                |
| 2006-07   | MOIK                          | Bakılı             |                |
| 2007-08   | MOIK                          | Bakılı             |                |
| 2008-09   | ABN Bərdə                     | Şahdağ Qusar       |                |
| 2009–10   | Kəpəz                         | MOIK               |                |
| 2010–11   | Abşeron                       | Rəvan              |                |
| 2011–12   | Qarabağ                       | Karvan             |                |
| 2012–13   | Ağsu                          | Qarabağ            |                |
| 2013–14   | Qarabağ                       | Inter              |                |
| 2014–15   | Qarabağ                       | Inter              |                |